# Narryer Gneisz Formáció
A Narryer Gneisz Formáció egy geológiai komplexum Nyugat-Ausztráliában, amely gránit, magmás behatolások és átalakult üledékes kőzetek 3,3 milliárd évesnél idősebb keverékéből áll, de a többségük kora meghaladja a 3,6 milliárd évet. éves. A kőzetek több metamorf amfibolit és granulit eseményen mentek keresztül, ami gyakran az eredeti magmás vagy üledékes (protolit) szerkezet teljes pusztulását eredményezte. A formáció a földkéreg legöregebb ismert mintáit tartalmazza: a Narryer Gneisz Jack Hillsi részéből származó cirkonmintákat radiometriailag 4,4 milliárd évesre datálták, bár a kristályok nagyrészt körülbelül 3,6-3,8 milliárd évesek.
A formáció a Yilgarn kraton legészakibb peremével szomszédos, északon pedig a Gascoyne komplexum metaüledékes és metagránit orogénje határolja. A formáció magában foglalja a Yarlarweelor Gneisz részeit is, amely a Bryah-Padbury-medencék Nabberu-medencei átalakult szakaszaihoz nyúlik, ahol metamorf kőzetek, pelitek, metakonglomerátumok és gneiszek nem folytonos törmelékeként van jelen, amelyeket regionális törések ragadtak magukkal.
A Narryer Gneisz ebben a távol-keleti régióban a 2,0-1,8 milliárd éves proterozoikumi kőzetek aljzatát képezheti, és az egyenetlenségi felület a nyomólapokon belül megmaradhat.
A Narryer Gneisz Formáció négy nagy kőzetegységre oszlik:
- Dugel Gneisz;
- Meeberrie Gneisz;
- Manfred Komplexum;
- a hozzá nem rendelt többszörösen torzult leukokrata gneiszek és metaüledékek.

## Dugel gneisz
A Dugel Gneiss szienogránitos vagy monzogránitos összetételű, és ezt protolitként értelmezik, valamint csak kis mennyiségű biotitot és muszkovitot tartalmaz, ezért leukokratikus kőzetnek is tekintik. A kőzet változó intenzitásban metamorf sávozást mutat, beleértve a szemcseméret változását, valamint nagyfokú deformációt mutat a peremek körül, és megőrzi az amfibolit fáciesű metamorf együttest. A gneiszt pegmatit erek ütik át.
Az alacsony nyúlású zónákon belül a Dugel Gneiss közepes szemcséjű, leukokratikus metagránitként létezik, a K-földpát fenokristályaival, amely granulit fáciesűvé kristályosodott át. A kőzet zsíros megjelenésű, lágyított kvarccal és földpáttal, valamint szin-granulit fáciesű leukoszómákkal, amelyek metamorf sávot szelnek át, majd a későbbi metamorfózisok deformálják.
Úgy vélik, hogy a Dugel gneisz a régebbi Meeberrie gneiszbe lapok vagy lépcsők formájában tolult be, de a legtöbb kapcsolódási területet metamorf sávok vagy mylonitos zónák torzították.

## Meeberrie gneisz
A Meeberrie Gneiss egy általában képlékenyen deformált, monzo gránit összetételű sávos gneisz, alapkőzetét monzo gránit küszöbök vagy lopolitikus behatolások halmazaként értelmezik.
A gneisz erősen sávos, változó szemcseméretű amfibolit-K-földpát-kvarc rétegek, valamint pegmatit erek hálózata. Legtöbbjük erősen deformálódott, de a legkevésbé deformált területek maradványként porfirites vagy egyenlő szemcsés textúrát mutatnak.

## Manfred komplexum
A Manfred Complex egy erősen tömörített és nem folytonos sorozat ultramafikustól mafikusig, vegyes Dugel és Meeberrie Gneisse-ek mátrixában vagy falkőzeteiben. A kőzettípusok elsősorban piroxén gabbrótól amfibolitig terjednek, ritka szerpentinizált peridotittal és dunittal, amelyek esetenként zárványként magmás vagy metamorf olivint tartalmaznak.
A rétegek vastagsága a centiméteres skálától mintegy 100 méterig terjed, és nagyjából egy kilométer hosszúan nyúlnak el. A Mount Narryer területén lévő antiklinákon és szinklinokon belüli elhelyezkedésük alapján úgy értelmezik, hogy az aljzattal párhuzamosan behatoltak, majd nyírófeszültség hatott rájuk.
A Manfred-komplexumot feltehetően egy kora archaikumi máfikus-ultramáfikus, széttagolódott réteges benyomulás. Ez a felosztás részben tektonikus, de egyes területeken a bizonyítékok arra utalnak, hogy ezt többnyire a Dugel és Meeberrie gneiszek lépcsős vagy réteges való behatolással okozták.
A Manfred-komplexum korát körülbelül 3,73 milliárdra teszik az Pb-Pb óra szerint, a benne található cirkon segítségével. Ez a Föld legrégebbi ismert kőzetbenyomulásává teszi, amely a legöregebb ismert magmás szövetet és ásványi együtteseket tartalmazza.

## Üledékes kőzetek
A Narryer gneiszen belülről származó metaszedimentáris kőzetek a kiemelkedés körülbelül 10%-át teszik ki, és változóan deformálódnak, de egyenletesen legalább amfibolit fokozatú metamorfózist mutatnak.
A legelterjedtebb kőzettípusok a kvarcit és a sávos vasképződmények, amelyek metamorf gneiszeket, metakonglomerátumokat és peliteseket és alárendelt félig pelites kvarc-muszkovit palákat tartalmaznak.
A konglomerátumokat elsősorban ortokvarcit monomikt ér-kavicsból állnak, vagy polimikt kavicsok. Alacsony terhelésű zónákban megőrzik az osztályozott ágyazatot, a keresztágyást és a nehézásványokban gazdag határrészeket.

## Fordítás
Ez a szócikk részben vagy egészben  a   Narryer Gneiss Terrane című angol Wikipédia-szócikk fordításán alapul.  Az eredeti cikk szerkesztőit annak laptörténete sorolja fel. Ez a jelzés csupán a megfogalmazás eredetét és a szerzői jogokat jelzi, nem szolgál a cikkben szereplő információk forrásmegjelöléseként.